# 杜塞勒
杜塞勒（法語：Doucelles，法語發音：[dusɛl]）是法国萨尔特省的一个市镇，属于马梅尔斯区。

## 地理
杜塞勒（48°15'23"N, 0°10'7"E）面积4.48 平方千米，位于法国卢瓦尔河地区大区萨尔特省，该省份为法国西北部内陆省份，北起顺时针与奥恩省、厄尔-卢瓦省、卢瓦-谢尔省、安德尔-卢瓦尔省、曼恩-卢瓦尔省和马耶讷省接壤，是法国大西部的入口，连接卢瓦尔河谷、布列塔尼和巴黎盆地。
与杜塞勒接壤的市镇（或旧市镇、城区）包括：谢朗塞、维万、默尔塞。

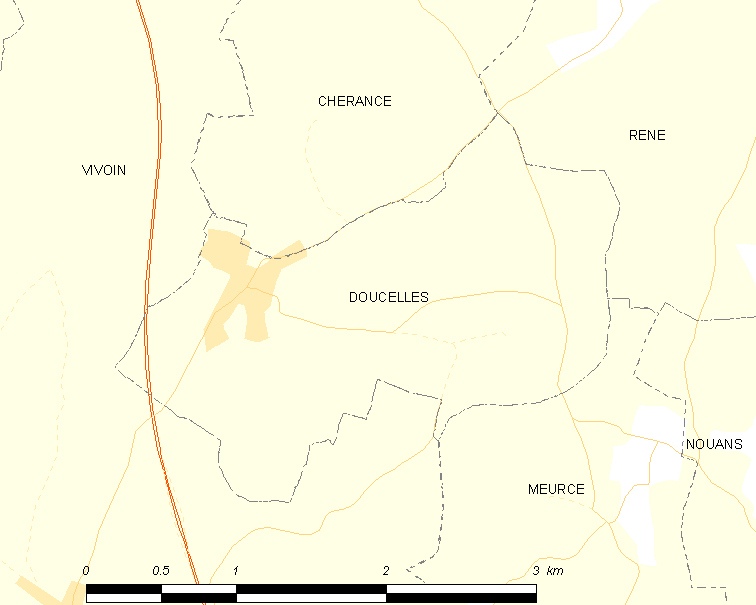
杜塞勒的OSM定位图

杜塞勒的时区为UTC+01:00、UTC+02:00（夏令时）。

## 行政
杜塞勒的邮政编码为72170，INSEE市镇编码为72120。

## 政治
杜塞勒所属的省级选区为锡耶勒纪尧姆县。

## 人口

1962-2008年间杜塞勒人口变化图示

杜塞勒于2022年1月1日时的人口数量为225人。